# モーリス・ド・サックス
エルマン・モーリス・ド・サックス（Hermann Maurice de Saxe, 1696年10月28日 - 1750年11月30日）は、フランス王国の軍人。ラ・ルート伯爵（comte de la Raute）およびサックス伯爵（comte de Saxe）。ド・サックス元帥（Maréchal de Saxe）の通称でも知られる。ヴェッティン家の出身で、ドイツ読みではヘルマン・モーリッツ・フォン・ザクセン（Hermann Moritz Graf von Sachsen）。ザクセン選帝侯兼ポーランド王アウグスト2世の庶子で、アウグスト3世は異母兄にあたる。年少の頃から軍務に就き、後にフランス王国軍人の最高名誉、フランス大元帥に上り詰めた。軍隊の編制、戦術、リーダーシップ、士気について著作があり、深い洞察を残している。

## 生涯
ザクセン選帝侯フリードリヒ・アウグスト1世とマリア・アウローラ・フォン・ケーニヒスマルクの間の庶子として、1696年10月28日にゴスラー（現ドイツニーダーザクセン州ゴスラー郡）で生まれる。父が翌年にアウグスト2世としてポーランド王に即位すると、母によって1698年にワルシャワにいる父のもとに送られたが、ポーランドが不安定だったため、モーリスは幼少期からポーランド国外で過ごした。父と引き離されて育てられたことは後にモーリスに大きな影響を与えた。
12歳でオイゲン・フォン・ザヴォイエンの軍に入隊してスペイン継承戦争に参加、翌年のトゥルネー包囲戦、モンス包囲戦、マルプラケの戦いに参戦して軍功を挙げた。1709年の戦役が終わると、モーリスをブリュッセルのイエズス会学校に入学させる提案がなされたが、母が反対したため入学せず、1710年初には再び同盟軍で勇猛に戦ったが、オイゲンからは軽率と勇敢をしっかり分別するように宥められた。その後は大北方戦争中のピョートル1世の軍勢に入隊してスウェーデンと戦った。1711年に父から正式に認知され、伯爵に叙されると、父とともにポメラニアに向かい、1712年のシュトラールズント攻囲戦に参戦した。1714年、裕福な貴族の娘ヨハンナ・フィクトリア・フォン・レーベン（Johanna Victoria von Löben）と結婚したが、散財が速すぎてすぐに借金まみれになり、結局1721年に結婚の無効に同意した。1717年に対トルコ戦争に参戦した後、1719年にパリへ行って数学を学び、1720年にマレシャル・ド・カン（陸軍少将）の辞令を受けた。
1725年、クールラント公選出に向けた交渉が開始され、公爵未亡人のアンナ・イヴァノヴナとの結婚を前提に交渉がまとまり、1726年に正式に選出された。モーリスがアンナとの結婚を拒否したためアンナはモーリスの選出に反対することとなったが、モーリスはフランスの女優アドリエンヌ・ルクヴルールから借りた3万ポンドで軍を編成、1727年までクールラントに陣取った。その後は撤退してパリに戻った。1734年にポーランド継承戦争が勃発すると、ベリック元帥の下で従軍、フィリップスブルク包囲戦での軍功により1734年8月に中将に昇進した。
1741年にオーストリア継承戦争が勃発すると、モーリスはフランスのオーストリア侵攻軍の一部を率いて、11月19日の夜にプラハを奇襲して、駐留軍が気付く前にプラハの占領に成功した。この奇襲によりモーリスの名声はヨーロッパ中に広がった。1742年4月19日にエゲル要塞を占領すると、休暇をもらってロシア帝国に向かい、クールラント公国への請求を再び主張したが失敗に終わり、結局フランス軍の指揮に戻った。1743年3月26日、フランス元帥に叙された。1744年、チャールズ・エドワード・ステュアートをイギリス王位に戻すためのイギリス本土侵攻軍を率いる予定だったが、ダンケルクに集結した軍勢はその後出発できなかった。続いてネーデルラントに転戦、トゥルネーを包囲した後、救援にやってきたカンバーランド公ウィリアム・オーガスタスをフォントノワの戦いで撃破した。この功績により、フランス王ルイ15世はモーリスの一代限りでシャンボール城を与え、1746年4月にはフランスに帰化させた。ネーデルラントの戦役は続き、モーリスは1746年のロクールの戦いと1747年のラウフフェルトの戦いにも勝利した。さらにレーヴェンタール伯爵に命じてベルヘン・オプ・ゾームを陥落させた。モーリスの最後の戦闘は1748年のマーストリヒト包囲戦であり、やはり勝利に終わった。1747年、フランス大元帥に叙されたが、1750年11月30日にシャンボールで病死した。
1748年に庶出の娘マリー＝オーロル・ド・サックスをもうけ、その孫がジョルジュ・サンドである。

## 著書
モーリス・ド・サックスの著書『我が瞑想』は死後の1757年に出版され、戦争、士気、戦術について実践的な記述が記されている。まず同書においては戦争はあらゆる法則に支配されない予測不可能性に満ちたものであると述べられている。また戦闘においても士気が大きく戦況を左右するために偶然性が大きく関わるとも述べている。それ以外にも、部隊編制は寡兵、傭兵を集めて編制することが多いが、法律で兵役義務を定めることが望ましい。軍規は部隊編制が完了した直後に必要であり、厳正に守られなければならない。
また軍服や帽子、ゲートルは実戦に不向きである。訓練は兵士に戦闘準備をさせて錬度を挙げるために必要であり、その基礎は脚力にある。ドラムがあれば行軍が整然と統制することができる。正確で迅速な前進は敵の士気を阻害する。戦闘が長引くと火力攻撃は有効ではなく、予は一回の一斉射撃と白兵戦を併用することとした、などの実戦を想定した記述が記されている。
ただし、『我が瞑想』はトーマス・カーライルからは「軍事に関するおかしい寄せ集めであり、アヘンの影響下で書かれたと思われる」と酷評された。
また、1794年にLettres et mémoires choisis（手紙と回想録の選集）が出版されたが、ストラスブールで保存された手紙は普仏戦争中のストラスブール包囲戦（1870年）で砲撃により焼失した。